# Mysidia vista
Mysidia vista är en insektsart som beskrevs av Broomfield 1985. Mysidia vista ingår i släktet Mysidia och familjen Derbidae. Inga underarter finns listade i Catalogue of Life.